# Pierrot (estudi)
Pierrot Co., Ltd. (株式会社ぴえろ, Kabushiki-gaisha Piero) és una companyia d'animació japonesa, fundada el maig de 1979 per empleats de Tatsunoko Production. Són considerats especialistes en el subgènere de les magical girl, però també són coneguts per l'anime basat en el manga Shonen Jump. La companyia té un simple logotip amb la cara d'un pallasso.

## Llista de sèries TV
En aquesta guia apareixen les sèries produïdes per l'estudi dividides per dècades.

### 1980
| Data      | Títol                          |
| 1980-1981 | Nirusu no fushigina tabi       |
| 1981-1986 | Urusei Yatsura                 |
| 1981-1983 | Maitchingu Machiko sensei.     |
| 1983-1984 | Supuun obasan.                 |
| 1983-1984 | Mahou no tenshi kuriimiimami   |
| 1984-1985 | Mahou no yousei Perusha.       |
| 1985-1986 | Mahou no Star majikaru Emi     |
| 1986      | Mahou no aidoru pasuteru yuumi |
| 1998      | Mahou no suteeji fanshii rara  |
| 1984-1985 | Sheijuushi bisumaruku          |
| 1984      | Chikkuntakkun                  |
| 1985-1986 | Ninja senshi tobikage          |
| 1986-1987 | Anmitsu hime                   |
| 1986-1987 | GaGanbare! Kikkaazu            |
| 1987-1988 | Kimagure Orange Road           |
| 1987-1988 | Norakuro kun                   |
| 1988-1989 | Coses de grillats              |
| 1988      | Moeru! Oniisan                 |
| 1989-1990 | Majikaru hatto                 |

### 1990
| Data      | Títol                                        |
| 1990-1991 | Edokko Boy gatten tasuke                     |
| 1990-1991 | Karakuri kengouden Musashi roodo             |
| 1990      | Kumo no youni kaze no youni                  |
| 1990      | Heisei Tensai Bakabon                        |
| 1999-2000 | Rerere no Tensai Bakabon                     |
| 1991      | Ore wa chokkaku                              |
| 1991-1992 | Chiisana obake atchi. kotchi. sotchi         |
| 1991-1992 | Marude dameo                                 |
| 1998      | Mahou no suteeji fanshii rara                |
| 1992-1994 | Nontan to issho                              |
| 1992-1993 | Yu Yu Hakusho: els defensors del més enllà   |
| 1993      | Umi ga kikoeru                               |
| 1994-1995 | Tottemo! Lucky man                           |
| 1995-1996 | NINKU - ninkuu                               |
| 1995-1996 | Fushigi Yūgi, el joc misteriós               |
| 1996      | Aka-chan to boku                             |
| 1996-1997 | Hajime ningen Gon                            |
| 1996-1997 | Midori no makibaoo                           |
| 1997      | CLAMP, club de detectius                     |
| 1997      | Hyper Police                                 |
| 1997-1998 | Rekka no honoo                               |
| 1997-1998 | Chuuka ichiban!                              |
| 1998.1999 | Takoyaki Mantoman                            |
| 1998-1999 | Dokkiri dokutaa                              |
| 1998      | Nankai kikou                                 |
| 1998      | Kaiketsu jouki tanteidan TV ANIMATION SERIES |
| 1998-1999 | Yoiko                                        |
| 1999-2001 | Guruguru taun Hanamaru-kun                   |
| 1999-2000 | GTO                                          |
| 1999      | Tenshi ni naru mon!                          |
| 1999      | Chiisa na kyojin Mikuroman                   |
| 1999      | Baabapapa sekai wo mawaru                    |
| 1999      | Power stone                                  |

### 2000
| Data      | Títol                                   |
| 2000      | Ayashi no Ceres                         |
| 2000      | OH! Super Milk Chan                     |
| 2000-2001 | Gakko no kaidan                         |
| 2000-2001 | Genso maden Saiyuki                     |
| 2003-2004 | Saiyuki RELOAD                          |
| 2004      | Saiyuki RELOAD GUNLOCK                  |
| 2001-2002 | Senpu no Yojimbo                        |
| 2001-2002 | Gals!                                   |
| 2001      | Kobepan                                 |
| 2001-2003 | Hikaru no go                            |
| 2002-2003 | Els dotze regnes                        |
| 2002      | Tokyo underground                       |
| 2002-2003 | Tokyo Mew Mew                           |
| 2002-2007 | Naruto                                  |
| 2002      | PiNMeN                                  |
| 2003      | E'S OTHERWISE                           |
| 2003-2004 | Tantei gakuen q                         |
| 2004      | Bleach                                  |
| 2004      | Midori no hibi                          |
| 2004      | Tenjō Tenge                             |
| 2005      | Eikoku koi monogatari ema               |
| 2007      | Eikoku koi monogatari ema - Daini maku  |
| 2005      | Futakoi orutanatibu                     |
| 2005      | Paradise Kiss                           |
| 2005-2006 | Shuga shugaruun                         |
| 2005      | Kido shinsengumi moeyo ken              |
| 2006      | Kagi hime monogatari Eikyuu arisu rondo |
| 2006      | xxxHOLiC                                |
| 2007      | Blue Dragon                             |
| 2007      | Nagasarete airan tou                    |

## OVAs

### 1980
| Data      | Títol                                               |
| 1983-1984 | Dallos                                              |
| 1984      | Maho no Tenshi Creamy Mami Eien no Wansumoa         |
| 1984      | Maho no Tenshi Creamy Mami Raburi Serenade          |
| 1985      | Maho no Tenshi Creamy Mami ka^tenko^ru              |
| 1985      | Maho no Tenshi Creamy Mami Ronguguttobai            |
| 1985      | Honoo Torippaa                                      |
| 1985-1986 | Eria 88                                             |
| 1986      | Enshi mahou no sanninmusume                         |
| 1986      | Maho no star Magical Emi                            |
| 1986      | Jasuti                                              |
| 1986      | Za choujo                                           |
| 1987      | Majotsuko kurabu 4 ningumi A kuukan karano eirian X |
| 1987      | warau hyouteki                                      |
| 1988      | Harborlight sutoorii                                |
| 1988      | Saramanda                                           |
| 1989      | Baō Raihōsha                                        |
| 1989.1990 | Gosenzo sama banbanzai!                             |
| 1989-1991 | Kimagure Orange ☆ Road                              |
| 2002      | Mahou no Star Magical Emi kumo hikaru               |